# 메일그램

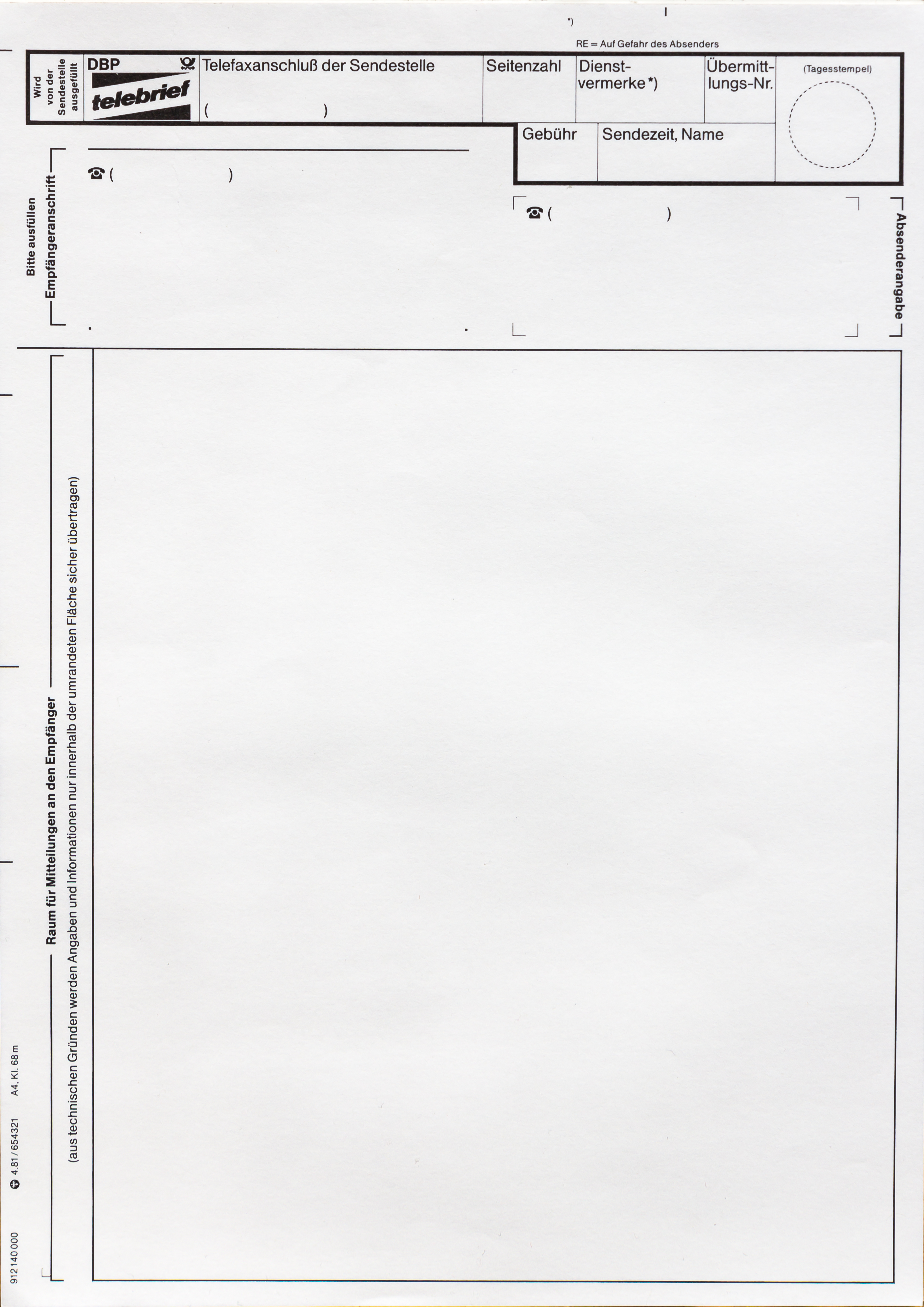

메일그램(mailgram)은 보내는 이로부터 우체국에 전기적으로 전달되어 인쇄되어 (보통 그 다음날) 우편 수단을 통해 받는이에게 전달되는 전보 메시지의 한 형태이다. 상표 이름이기도 하다.
미국에서 웨스턴 유니언사는 1970년에 메일그램을 발명하여 서비스를 시작하였다. 위성을 통한 서비스는 1973년에 도입되었다.
우편을 통한 메일그램의 장점은 속도가 빠르고 전송을 수시로 확인할 수 있다는 점이다. 공식 통보와 법적 거래에 널리 쓰인다. 전보를 통한 이점은 낮은 비용과 여러 명의 받는이에게 보낼 수 있다는 점이다. 한꺼번에 보내면 가격이 할인되어 메일그램은 가치가 높은 광고의 매개체가 되었다.
전보와 비슷하게, 메일그램은 팩스 통신과 전자 우편에 가려져 잘 쓰이지 않고 있다.
아이텔그램이 미국에서 아직도 메일그램 서비스를 제공하고 있지만 웨스턴 유니언은 메일그램과 전보 메시징 서비스를 2006년에 중단하였다.